# 郑祁耶
郑祁耶（？—598年7月2日），荥阳郡开封县（今河南省开封市祥符区）人，出自荥阳郑氏，是杨素的夫人。

## 生平
开皇元年（581年），郑祁耶封□□□□夫人，郑祁耶生性嫉妒强悍，杨素曾生气的对她说：“我若作天子，你一定不能胜任皇后。”郑祁耶将这番话上报朝廷，杨素一度被定罪免官。
开皇十八年（598年），皇后独孤伽罗和郑祁耶都生了疾病，医生们看病后都说是猫鬼所造成的。隋文帝知道独孤陀喜好旁门左道，家里有猫鬼，原本不相信，此时隋文帝认为独孤陀是独孤伽罗的异母弟弟，独孤陀的妻子是杨素的异母妹妹，因此猜测是独孤陀干的，于是隋文帝派左仆射高颎、纳言苏威、大理正皇甫孝绪、大理丞杨远查案，独孤陀的婢女徐阿尼供认是独孤陀指示自己下的手，目的是让猫鬼所杀人家的财物暗中移动到养猫鬼的那一家中。隋文帝大怒，下令用牛车将独孤陀夫妻从迁州接回来，准备把他们赐死在其家中。独孤伽罗绝食三日请求隋文帝宽恕，独孤陀弟弟独孤整也不断地在朝堂上乞怜，于是隋文帝免独孤陀一死，除籍为普通老百姓，让独孤陀的妻子杨氏出家为尼。
不久郑祁耶病重，独孤伽罗十分忧虑，将她接入仁寿宫，亲自派遣御医治疗。开皇十八年岁次戊午五月辛未朔廿三日癸巳（598年7月2日），郑祁耶去世，杨素十分伤心，望着空空的账幕掩面哭泣。仁寿元年岁次辛酉十月辛亥朔廿□□（601年11月），郑祁耶安葬于华阴东原杨氏家族旧墓。其墓志首题《大隋越国夫人郑氏墓志》，于1967年在陕西省潼关县吴村乡出土，现藏潼关县文物管理委员会。

## 家庭

### 祖父
- 郑道颖，北魏开府仪同三司、司农卿[1]

### 父亲
- 郑□，开府仪同三司、沔龙莒三州刺史[1]

### 丈夫
- 杨素，隋朝纳言、上柱国、光禄大夫、司徒公、尚书令、太子太师、太尉公、楚景武公[1]

### 子女
杨素的七个儿子均为郑祁耶所生。
- 杨玄感
- 杨玄纵
- 杨玄挺
- 杨玄奖
- 杨万石
- 杨民行
- 杨积善